# Reiner Calmund

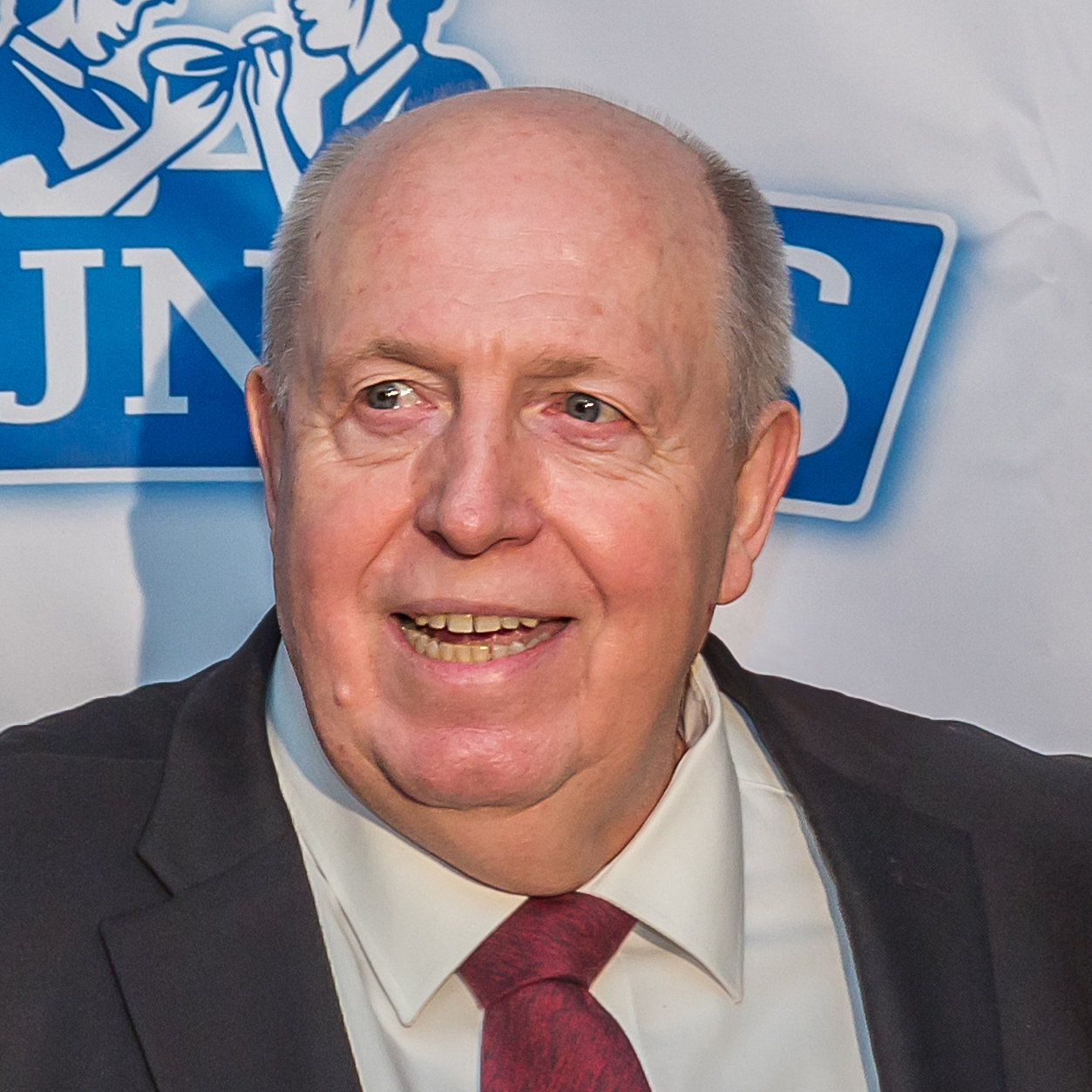
Reiner Calmund (2017)

Reinhold „Reiner“ Calmund (* 23. November 1948 in Brühl), auch Calli genannt, ist ein ehemaliger deutscher Fußballfunktionär. Bekannt wurde er als Hauptverantwortlicher der Fußballabteilung des Bundesligisten Bayer 04 Leverkusen, für den er von 1976 bis 2004 arbeitete; zuletzt ab 1999 als erster Geschäftsführer der Fußball GmbH, die zuvor vom TSV Bayer 04 Leverkusen ausgegliedert worden war. Mittlerweile ist er als Fußball-Experte, Moderator und Buchautor aktiv. Zu seinen Markenzeichen, die ihn in der Öffentlichkeit auch über den Fußball hinaus bekannt machten, gehören sein starker rheinländischer Dialekt und vor seiner Gewichtsabnahme im Jahr 2020 auch seine Adipositas.

## Leben
Der gelernte Außenhandelskaufmann und studierte Betriebswirt spielte bereits während seiner Schulzeit bis zu einer schweren Verletzung 1966 bei den Amateuren der SpVg Frechen 20. 1967 wurde Calmund im selben Verein Jugendtrainer und mit dessen B-Jugend im Jahr darauf Mittelrheinmeister. Als Trainer war er unter anderem auch beim SV Franken Lövenich und dem BC Efferen tätig. 1974 bis 1976 wirkte er unter Fritz Pott als Co-Trainer beim Verbandsligisten SC Brühl, der 1975 hinter Aufsteiger TSV Bayer 04 Leverkusen Vizemeister am Mittelrhein wurde und damit die Teilnahme an der Endrunde um die Deutsche Amateurmeisterschaft erreichte.

### Bayer 04 Leverkusen
Ab 1976 arbeitete Calmund beim TSV Bayer 04 Leverkusen zunächst als Jugendleiter und Stadionsprecher, bis 1988 war er außerdem Vorstandsmitglied. Anschließend übernahm er den Posten des Managers der Profifußballabteilung und wurde 1999 schließlich Geschäftsführer der Bayer 04 Leverkusen Fußball GmbH.
Die größten Erfolge der Leverkusener während Calmunds Engagement waren der Gewinn des UEFA-Cups 1988 und des DFB-Pokals 1993. Daneben erreichte Leverkusen unter Calmund vier Vizemeisterschaften (1997, 1999, 2000, 2002) und das Champions-League-Finale 2002. Besonders in Erinnerung blieb die Saison 2001/2002, wo Leverkusen in Bundesliga, DFB-Pokal und Champions League Zweiter wurde, was dem Verein endgültig den Spitznamen „Vizekusen“ einbrachte.
Zu seinen Verdiensten um den Verein gehören die Verpflichtungen von Ulf Kirsten (1990), Bernd Schuster (1993), Rudi Völler (1994) und Michael Ballack (1999). Daneben konnte er die Brasilianer Paulo Sérgio, Jorginho, Emerson, Zé Roberto, Lúcio und Juan sowie den Bulgaren Dimitar Berbatow für den Verein gewinnen. Insbesondere durch die Verpflichtungen der Brasilianer und deren anschließende positive Entwicklung im Verein genießt Bayer 04 Leverkusen in Brasilien einen guten Ruf.
Am 8. Juni 2004 gab er – nach eigenen Angaben aus gesundheitlichen Gründen – seinen Rücktritt als Geschäftsführer zum 30. Juni 2004 bekannt. Im März 2006 wurde jedoch publik, dass Calmund vom Verein entlassen worden war. Hintergrund war eine ungeklärte Barzahlung in Höhe von 580.000 Euro an den Bielefelder Spielervermittler Volker Graul, angeblich für eine Kaufoption auf zwei kroatische Spieler, die nie verpflichtet wurden. Außerdem habe Calmund nach eigenen Angaben auf Geheiß des Vereins 350.000 Euro aus eigener Tasche an Graul überwiesen. Die Staatsanwaltschaft Köln leitete ein Verfahren wegen Untreue gegen Calmund ein, das jedoch gegen Zahlung einer Auflage in Höhe von 30.000 Euro eingestellt wurde.

### Tätigkeiten ab 2004
Am 25. April 2005 wurde Calmund in den Aufsichtsrat von Fortuna Düsseldorf gewählt.
Er engagierte sich als Botschafter für die Fußball-Weltmeisterschaft 2006 der Menschen mit Behinderung in Deutschland. Am 4. August 2007 erhielt er in Wassenberg die „Goldene Schlemmerente“ für seine Leistungen um den Kochgenuss.
Calmund war ehrenamtlicher Botschafter der Fußball-WM 2006 für Nordrhein-Westfalen und „Internationaler EM-Botschafter 2008 der Stadt Klagenfurt“.
Ab 1. Februar 2008 präsentierte Calmund einen Videoblog auf seiner Website Calli.tv, in dem er wöchentlich seine Einschätzungen zum jeweiligen Bundesligaspieltag sowie anderen Fußballereignissen veröffentlichte. Am Telefon erklärte er einem imaginären Gesprächspartner den Lauf der Fußballwelt. Die Website ist mittlerweile offline. Ab 2008 war er im Beirat des inzwischen aufgelösten österreichischen Vereins SK Austria Kärnten.
Am 15. Juni 2010 wurde bekanntgegeben, dass Calmund als Berater für Dynamo Dresden tätig werde. Er wolle dort „ordentliche, professionelle Strukturen schaffen“. Das Engagement solle weder die Stadt, die ein Mitspracherecht im Verein hat, noch den Verein Geld kosten.
Seit 2015 ist Calmund sportlicher Berater des Hamburger Unternehmers Klaus-Michael Kühne, der über Spielertransfers des Hamburger SV mitentscheidet. Für die Deutsche Sporthochschule Köln und die Agentur Sportstotal GmbH ist er beratend tätig. Er verfasste eine wöchentliche Kolumne in der Tageszeitung Express.
Seit der Bundesliga-Saison 2017/18 ist Calmund im Rahmen der Berichterstattung beim Bezahlfernsehsender Sky als Experte tätig.

### Privates
Calmunds bürgerlicher Name ist Reinhold Calmund. Der Vorname stammt vom ältesten Bruder von Calmunds Mutter, der zum Ende des Zweiten Weltkrieges fiel. Ab 1953 erschien in der Zeitschrift Sternchen, der Kinderbeilage des Sterns, der Comicstrip Reinhold das Nashorn von Loriot (Zeichnungen) und Wolf Uecker (Texte). Calmund wurde wegen des Namens von anderen Kindern gehänselt und aufgezogen. Er wollte danach nicht mehr Reinhold genannt werden und so wurde der Name in Reiner abgekürzt.
Im Alter von 10 Jahren wurde Calmund nach eigenen Angaben wegen Untergewichts für sechs Wochen in Kur nach Iversheim geschickt.
Seit September 2003 ist Calmund zum dritten Mal verheiratet. 2013 adoptierten er und seine Ehefrau Sylvia Calmund ein zweijähriges thailändisches Mädchen. Er hat zudem fünf Kinder und vier Enkelkinder aus seinen ersten beiden Ehen. Calmund lebt seit 2012 in Saarlouis.
Calmund wog eigener Aussage zufolge einmal 180 Kilogramm. Er unternahm mehrere Diätversuche, die jedoch durch den Jo-Jo-Effekt mittelfristig zu einer Gewichtszunahme führten. Im Januar 2020 unterzog sich Calmund einer Magenverkleinerung. Dadurch hat er nach eigener Aussage bis Dezember 2020 insgesamt 69 kg abgenommen. Im Jahr 2021 wurde schließlich die Fettschürze entfernt, wodurch sich sein Gewicht laut eigenem Bekunden auf 90 Kilogramm reduzierte.

## Auftritte in Fernsehsendungen (Auswahl)
- 2004: Alfredissimo, Das Erste (Folge vom 11. Juni 2004)
- 2004–2005: Big Boss, RTL (Moderation)
- 2007–2013: Die Kocharena, VOX (Jurymitglied)
- 2009: Iron Calli, VOX
- 2009: Das Promi-Kochduell, VOX (Jurymitglied)
- 2009: Das perfekte Promi-Dinner, VOX (Folge 113 vom 6. September 2009)
- 2010: Callis kleines Fußballmärchen, ZDF (Moderation)
- 2013: 5 gegen Jauch, RTL[18]
- 2013–2017, seit 2019: Grill den Henssler, VOX (Jurymitglied)
- 2017–2018: Grill den Profi, VOX (Jurymitglied)
- 2018: Genial daneben – Das Quiz, SAT.1 (Mitglied im Rateteam)
- 2018: Ich bin ein Star – Die Stunde danach (RTLplus)
- 2019: Luke! Die Schule und ich, Sat.1 (Teilnehmer)
- 2019: Mord mit Ansage – Die Krimi-Impro-Show, Sat.1
- 2019: Die Liveshow bei dir zuhause, ProSieben
- 2020: Täglich frisch geröstet, TVNOW

## Trivia
- Bei 1 Live gab es die Calmund-Parodie Frittieren mit Calmund vom Kabarettisten René Steinberg, die auf Calmunds ungesunde Ernährung und hohes Körpergewicht anspielte.[19][20]
- Seit dem 10. Mai 2007 ist Calmund auch als virtuelle Spielfigur in Second Life zu finden.[21] Dort bewohnt er die Insel Calli Island, auf der sich neben dem virtuellen Abbild seines Hauses auch ein Stadion und verschiedene andere Stationen seines Lebens befinden.
- Ab Sommer 2008 berichtete Stern TV ein Jahr lang von der Aktion Iron Calli. Dabei wollte Calmund von 163 Kilogramm innerhalb eines Jahres dreißig Kilogramm abnehmen. Trainiert wurde er dabei von Joey Kelly, zudem überwachte die Sporthochschule Köln seine Gesundheit.[22] Im Rahmen dieser Aktion absolvierte Calmund am 17. Mai 2009 seinen ersten Halbmarathon in 3:56:07 Stunden. Dafür hatte er bereits knapp 30 kg abgenommen.[23] Nach dem Ende der Diät nahm Calmund 40 Kilogramm zu.[24]

## Veröffentlichungen
- Fußballbekloppt! Autobiographie. Bertelsmann, München 2008, ISBN 978-3-570-01061-7.
- Eine Kalorie kommt selten allein, Mosaik 2011, ISBN 978-3-442-39216-2.